# 电子云扩展效应
電子雲擴展效應是在過渡金屬物理化學中使用的術語，它指的是拉卡参量（Racah Parameter）的一种减少的趋势，以符号B表示，其发生于一种过渡态金属的自由电子形成具有配位基的配合物。名字来源于希腊语cloud-expanding。由于这种效应可以部分解释金属-金属作用间的共价特点，从而其存在使得晶体场理论具有缺陷。
B的下降指出了配合物中两个电子在给定的双占据金属d-轨道中排斥力较分别为Mn+气相金属离子时小，而这又意味着配合物中轨道体积较大。这种电子云扩展效应可能由于一下一种或两种原因发生：
1. 金属中的正电荷作用效果降低。由于金属中的正电荷被配位键中的负电荷中和而降低，d-轨道会有轻微的扩展。
2. 因为分子轨道是由两个原子轨道形成的，其结果导致了配位键轨道的重叠以及形成共价键增加了轨道体积。

B的自由离子值的减少通常以电子云扩展参数，β，的形式表示。
β=B(配合物)/B(自由离子)
实验上可以观察到电子扩展的体积总是与配体的固有属性保持一致，如下所示：
F−<H2O<NH3<en<[NCS-N]−<Cl−<[CN]− < Br− < N3− < I−
尽管这一序列某种程度上与配体的光谱化学序列很类似——比如，氰化物，乙二胺和氟看起来占据了两者之间的相同位置——其余物质中的氯，碘和溴则占据了完全不同的位置。这一排序粗略地反映了配体与金属形成较好的共价键的能力——有较强该效应的配体位于序列前端，反之则位于序列末端。
电子云扩展效应不仅仅依赖于配体的类型，也与中央金属离子有关。这两种因素共同作用下，可以按如下增序排列电子云扩展效应：
Mn(II) < Ni(II) ≈ Co(II) < Mo(II) < Re(IV) < Fe(III) < Ir(III) < Co(III) < Mn(IV)